# Oxira caerulea
Oxira caerulea là một loài bướm đêm trong họ Noctuidae.